# 低音提琴家
低音提琴家是指专业演奏低音提琴并取得一定成就的人。

低音提琴家的独立性较低。相較於其他弦乐器，低音提琴家通常非全職獨奏者，較多是在作为某个乐团的演奏员，抑或在教育机构担任教师为其主要活动。目前有很多活跃在世界上的低音提琴家，但知名全职的独奏者很少，其中享有世界级声望的是美国演奏家盖瑞·卡尔(Gary Karr)。

例如，很少有小提琴独奏家在广泛开展自己的独奏事业的同时，还担任某个乐团的小提琴演奏员的职务。也较少有这样的大提琴家、双簧管演奏家、钢琴演奏家。因为他们的全职独奏活动已经足以支撑其他们的音乐事业，不需要也不可能再以乐队演奏作为补充。但相当一部分低音提琴演奏家均在乐团有固定职位。

## 历史上的低音提琴演奏家
历史上最著名的低音提琴演奏家有：

意大利的德拉戈奈蒂(Dragonetti)和同样是意大利的波蒂西尼(Giovanni Bottesini)，以及20世纪的俄罗斯指挥大师库塞维茨基(Koussevitzky)。

其中德拉戈奈蒂是“乐圣”贝多芬的同时代人，他精湛的演奏打动了贝多芬，也改变了贝多芬对这个乐器的印象。从此在贝多芬的交响曲中，低音提琴声部得到了极大的发展。而这一影响也深远地持续到贝多芬之后的音乐世代。

波蒂西尼则被称为“低音提琴上的帕格尼尼”，因为他成功地将小提琴上的高级辉煌技巧移植到低音提琴上，并首度让低音提琴真正地成为一个高度技巧性的独奏乐器。

库塞维茨基是20世纪上半叶享有世纪声望的指挥家，但他同时也是著名的低音提琴独奏家。他为这个乐器所写的《低音提琴协奏曲》已经成为每个低音提琴学习者的必备曲目。

## 现代低音提琴演奏家

### 德奥低音提琴演奏家
沃尔夫冈·居特勒 (Wolfgang Guettler) 前柏林爱乐乐团首席低音提琴，低音提琴演奏组Geatles的首席成员。现德国卡尔斯鲁厄音乐学院低音提琴教授

路德维克·史特来歇(Ludwig Streicher) 奥地利著名低音提琴家，低音提琴教育家

克劳斯·施托尔(Klaus Stoll) 前柏林爱乐乐团首席低音提琴，低音提琴教育家

阿洛以斯·波施 (Alois Posch) 奥地利低音提琴家，维也纳爱乐乐团低音提琴演奏员

### 东欧低音提琴演奏家
奥维迪乌·巴迪拉 (Ovidiu Badila) 罗马尼亚低音提琴家。他的演奏技术曾在欧洲低音提琴届引起轰动。

博若·帕拉季克 (Bozo Paradzik) 克罗地亚低音提琴家。现德国弗莱堡音乐学院低音提琴教授。

罗曼·帕德科洛 (Roman Patkolo) 斯洛伐克青年低音提琴家。低音提琴演奏组Bassiona Amorosa的首席成员。

布戈斯拉夫·富尔托克 (Bugoslaw Furtok) 波兰青年低音提琴家。

### 美国低音提琴演奏家
盖瑞·卡尔 (Gary Karr) 美国著名低音提琴演奏家。世界第一位全职低音提琴独奏家。

爱德加·麦耶 (Edgar Meyer) 美国著名低音提琴家、作曲家。

杰夫·布列蒂奇 (Jeff Bradetich) 美国著名低音提琴独奏家、教育家 

### 苏俄低音提琴演奏家
罗炅·阿萨金 (Rodion Azarkhin) 苏联著名低音提琴演奏家。曾成功地用低音提琴演奏巴赫的小提琴独奏曲《恰空》

### 法国低音提琴演奏家
丹尼尔·马里耶 (Daniel Mariller) 法国低音提琴独奏家。曾以他改编并演奏的《辛德勒名单》而闻名于业内。

### 意大利低音提琴演奏家
弗朗哥·彼得拉季 (Franco Petracchi) 意大利著名低音提琴独奏家、作曲家。

朱泽陪·艾托雷 (Giuseppe Ettore) 意大利青年低音提琴家

### 日本低音提琴演奏家
池松宏 (Hiroshi Ikematsu) 在巴西长大的日本低音提琴独奏家，新西兰交响乐团的低音提琴演奏员。

### 中国低音提琴演奏家
陈子平 2006年4月中央音乐学院低音提琴教研室成立后，受聘为首届主任。 
张达寻 哈尔滨出生的青年低音提琴独奏家。其精湛的演奏艺术轰动了北美业界。

张小笛 中国低音提琴独奏家，中国爱乐乐团低音提琴声部首席。

### 台灣低音提琴演奏家
饒大鷗 （Da-ho Rau）台灣低音提琴獨奏家，教育家，前台灣台北市立交響樂團低音提琴首席
傅永和 (Yung-Ho Fu)台灣低音提琴獨奏家，台灣國家交響樂團低音提琴首席

### 英国低音提琴演奏家
邓肯·麦克蒂尔 (Duncan McTier)

### 加拿大低音提琴演奏家
乔尔·夸灵顿 (Joel Quarrington)。坚持用五度低音提琴进行独奏演奏。

## 非古典音乐风格的低音提琴演奏家
雷·布朗 (Ray Brown) 美国著名爵士低音提琴演奏家。

丹尼尔·汤谱逊 (Daniel Thompson) 英国著名爵士低音提琴演奏家 

查尔斯·明古斯 (Charles Mingus) 美国著名爵士低音提琴演奏家